# Lev Oborine
Lev Nikolaïevitch Oborine (en russe : Лев Николаевич Оборин) est un pianiste soviétique, né le 11 septembre 1907 à Moscou et mort au même lieu le 5 janvier 1974.

## Biographie
Lev Oborine fait ses études de piano au Collège Gnessine. Parallèlement il étudie la composition avec Alexandre Gretchaninov. À sa sortie du collège en 1921 il entre au Conservatoire de Moscou où ses professeurs sont Constantin Igoumnov (piano), Nikolaï Miaskovski, Georges Conus et Georges Catoire (composition). Dès cette époque, il compose deux sonates, quelques morceaux pour piano et romances.
En 1926 il termine le conservatoire et un an après il se rend célèbre en gagnant le premier Concours international de piano Frédéric-Chopin à Varsovie. Les critiques notent déjà sa grande maîtrise. L'année suivante Lev Oborine est invité à enseigner au Conservatoire de Moscou, mais n'en devient professeur que sept ans plus tard. Il occupera ce poste jusqu'à sa mort. Pendant ce temps, Lev Oborine donne de nombreux concerts ce qui ne lui permet plus de disposer de suffisamment de temps pour composer.
Pendant la guerre Lev Oborine joue à la radio et participe aux brigades de concert du front. En 1943 il collabore avec David Oïstrakh (violon) et Sviatoslav Knouchevitski (violoncelle). Leur trio a existé jusqu'à la mort de Knouchevitski en 1963.
Son répertoire comporte notamment des compositions de Chopin, Mozart, Beethoven, Tchaïkovski, Rachmaninov, Medtner, Prokofiev, Chostakovitch. Aram Khatchatourian lui a dédié son Concerto pour piano. Il est considéré aussi comme un bon pianiste de chambre. Son enregistrement des sonates pour violon et piano de Beethoven avec David Oïstrakh passe pour une des meilleures performances de ce cycle.
Lev Oborine a formé beaucoup de pianistes de haut niveau, y compris, entre autres, Vladimir Achkenazi premier au concours international de piano Frédéric-Chopin en 1955, Mikhaïl Voskressenski, Dmitri Sakharov, Alexandre Bakhtchiev, Andreï Egorov, Olga Kiun et Boris Berman. Il a écrit quelques articles sur l'art de jouer du piano.

## Discographie
César Franck, Sonate en la majeur, avec David Oïstrakh. Le Chant du Monde (LD - A - 8112)